# Selim Fofana
Selim Moise Fofana (Ginevra, 8 luglio 1999) è un cestista svizzero.